# Nicolao Valiensi

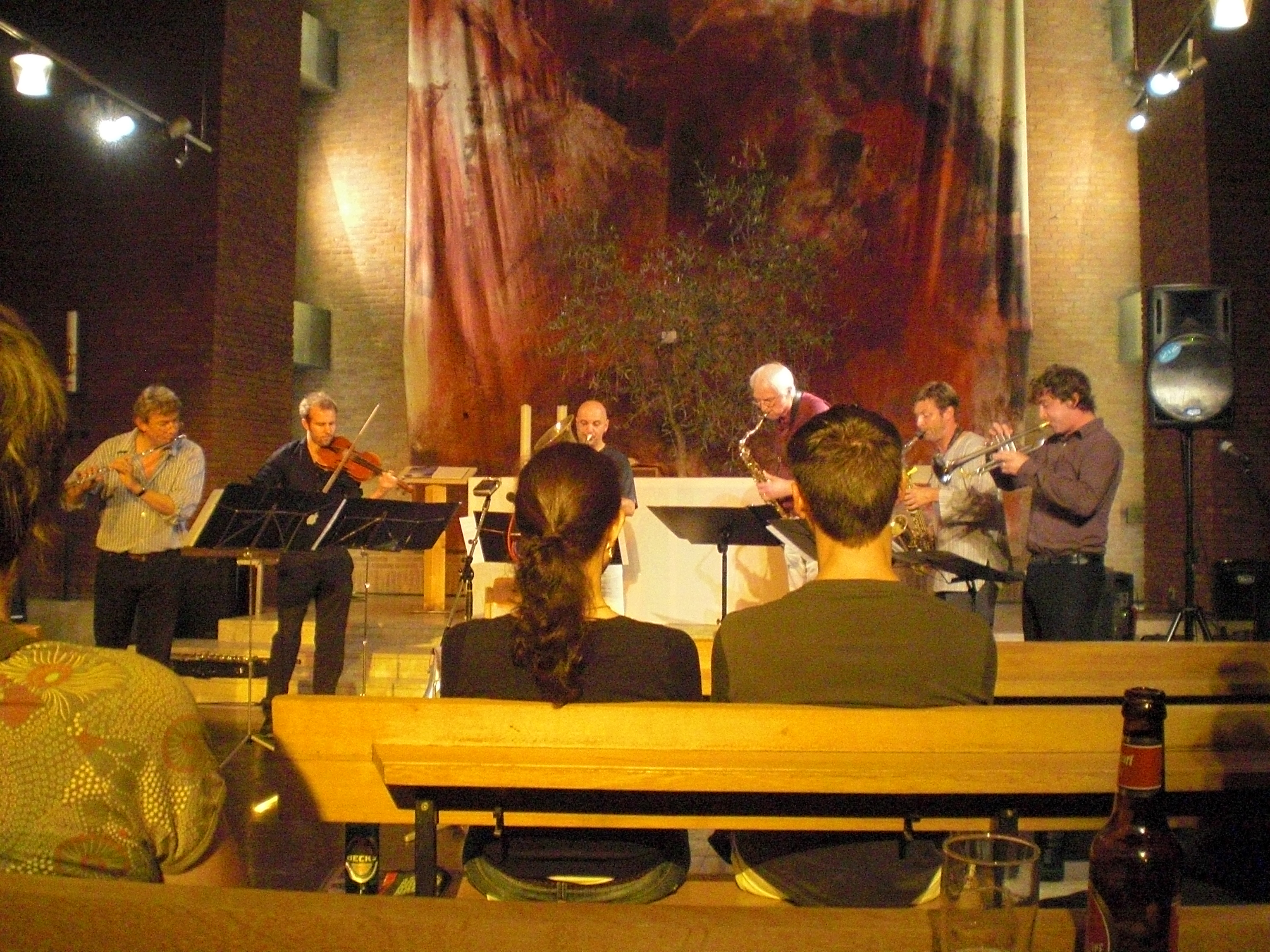
Nicolao Valiensi (dritter von links) mit Norbert Steins Pata on the Cadillac, Lutherkirche (Köln) September 2011

Nicolao Valiensi (* 1966 in Garfagnana) ist ein italienischer Jazzposaunist, Euphoniumspieler und Komponist.

## Leben und Wirken
Valiensi studierte Posaune an der Musikhochschule von Lucca. Er war dann Mitglied des Radiosinfonieorchesters von RAI in Neapel; während seiner Militärzeit spielte er im Musikcorps der Carabinieri in Turin. Er spielte im Kammerorchester der Region Toskana, wirkte bei den Puccini-Festspielen in Torre del Lago mit und trat mit den I Solisti Veneti und der Rundfunk-Bigband von RAI in Mailand auf.
Seit 1986 war er Erster Posaunist in der Big Band des Barga-Jazz Festivals und trat dort mit Musikern wie Enrico Rava, Paolo Fresu, Gianluigi Trovesi, Bruno Tommaso und Giorgio Gaslini auf. Nach dem Studium der Jazzposaune und Instrumentalpädagogik bei Jiggs Whigham an der Musikhochschule Köln gründete Valiensi, der als Kind mit der Tradition der italienischen Banda aufgewachsen war, 2002 mit vierzehn Jazzmusikern die Banda Metafisica. Deren Mitglieder sind die Klarinettisten Georg Wissel, Andrea Gellert, Annette Maye und Felix Petry, die Flötistin Angelika Sheridan, die Trompeter Udo Moll, Stefan Meinberg und Sebastian Lutz, die Posaunisten Daniel Scheier und Matthias Muche, die Tubaspieler Joachim Gellert und Carl Ludwig Hübsch und die Perkussionisten Roland Höppner und Frank Köllges. Weiterhin leitete Valiensi ein Quintett mit dem Pianisten Simone Venturi, dem Gitarristen Sauro Donati, dem Kontrabassisten Luca Franchini und dem Schlagzeuger Franco Mariani.
Als Sideman wirkte er an Projekten und Aufnahmen von Lee Konitz und Dave Liebman, Tom Harrell und John Stowell mit. Weiterhin war er Mitglied des notabu, ensemble neue musik in Düsseldorf, der Gruppe novotnik 44 (mit Udo Moll, Annette Maye, Ralph Beerkircher, Thomas Gier und Dirk-Peter Kölsch), in Frank Köllges' Intermission Missiles, im Tom Lorenz-Quintett, im James Choice Orchestra und in Norbert Steins Ensemble Pata Horns and Drums.
Für die Banda Metafisica komponierte Valiensi mehr als vierzig Walzer, Miniaturen und Märsche in der italienischen Bandatradition. In seiner Heimatregion sammelte er Lieder, die er in einer zweibändigen Sammlung von Volksliedern der Garfagnana veröffentlichte. Außerdem komponierte er auch größere Werke, darunter ein Musiktheaterstück und ein im Jahr 2000 uraufgeführtes Requiem für Jazzorchester.
Valiensi unterrichtet Posaune, Euphonium und Tuba an der Clara-Schumann-Musikschule in Düsseldorf und leitet das Blasorchester der Schule. Daneben ist er auch Dozent an der Musikhochschule von Lucca.

## Aufgeführte Werke (Auswahl)
- Il Rizzieri, Musiktheaterstück für sechs Instrumente, Schauspieler und Sänger (UA 1997)
- Gli Amanti di Medusa für zehn Instrumente, Sprechstimme und Tänzer (UA 1998)
- Requiem per la Garfagnana für Jazzband, Chor, Blechbläser und Perkussion (UA 2000)
- Le profezie dei Devoti für Banda, Tonband und Blechbläser-Ensemble (UA 2003)
- I Beneandanti für Banda und Tänzer (UA 2004)
- Alter Mann auf der Feuerinsel für Banda nach Texten von Armin T. Wegner (UA 2004)
- I benandanti Blasorchester und Tanz (2006)
- Viaggio d’inverno, Musik für 7 Instrumente (2007)
- Processione notturna für Blasorchester, Schauspieler und Tänzer (2007)
- Le jeux d’arcelieur, für Banda und Volkssänger (2008)
- Parade Paradiso für Blasorchester, Spielmannszug und Posaunenchor (2008)
- Requiem für Blasorchester und Chor (UA 2015)